# Christoph Ehbets
Christoph Ehbets (* 26. Dezember 1935 in Rüdersdorf bei Berlin; † 15. September 1992) war ein deutscher Gebrauchsgrafiker in der DDR.

## Leben und Werk
Ehbets studierte von 1955 bis 1959 in Westberlin an der Meisterschule für Grafik und Buchgewerbe und arbeitete danach in Ostberlin als freischaffender Gebrauchsgrafiker. Er hatte seine Wohnung und das Atelier am Köpenicker Frauentog.
Ehbets gestaltete Kataloge, Theater- und Ausstellungsplakate, Programmhefte, u. a. für das Staatsschauspiel Dresden und das Landestheater (das heutige Opernhaus) Halle/Saale, und Buchillustrationen und -einbände. Besonders große Verbreitung fanden die von ihm gestalteten Schallplattenhüllen von Eterna und Amiga. Sein erstes Plattencover war 1960 für die Oper „Der Freischütz“. Sämtliche Cover für die Jazz-Reihe und nahezu alle Beatles-Platten von Amiga stammen von Ehbets. Seit den 1970er Jahren betätigte Ehbets sich verstärkt in der freien Kunst als Zeichner, Offset-Lithograf und als Maler mit Gouache- und Acrylfarben.
Daneben kuratierte und organisierte Ehbets vor allem in Schloss Köpenick und in der Köpenicker Kulturbundgalerie Ausstellungen, u. a. von Fritz Cremer, Arno Mohr und Gabriele Mucchi.
Im November 1976 gehörte er zu den Mitunterzeichnern der Petition gegen die Ausweisung Wolf Biermanns.
Als er nach der deutschen Wiedervereinigung erlebte, dass viele systemnahe Künstler ohne Aufträge blieben, setzte er seinem Leben aus Furcht vor der Zukunft ein Ende.

## Buchillustrationen (Auswahl)
- Walter Karl Schweikert: Frauen wollen erobert werden. 22 ironische Kalendergeschichten. Verlag der Nation, Berlin 1962
- Tschingis Aitmatow: Goldspur der Garben. Verlag Kultur und Fortschritt, Berlin, 1964

## Schallplattenhüllen (Auswahl)
- Jiří Ciřkl/Jindřich Polák: Ferdinands Zauberhäuschen (1965, Kinderhörspiel – Litera)
- Walter Krumbach: Die Geburtstagsrunde (1970, Kinderhörspiel – Melodija)
- Brüder Grimm: Die Bremer Stadtmusikanten (1972, Kinderhörspiel – Litera)
- Russisches Märchen: Ein Körnchen Wahrheit (1974, Kinderhörspiel – Litera)
- Armenisches Märchen: Der Herr und sein Knecht (1974, Kinderhörspiel – Litera)

## Ausstellungen (Auswahl)

### Einzelausstellungen
- 1980: Berlin, Haus der jungen Talente (Malerei, Grafik, Gebrauchsgrafik)
- 1991: Berlin-Köpenick, Galerie Cöp (Bilder und Grafiken)[2]
- 1991: Berlin-Köpenick, Galerie Grünstraße (Malerei)[3]

### Postume Einzelausstellungen
- 1992: Berlin-Köpenick, Galerie Cöp („Malerei und Graphik von Christoph Ehbets, 1935–1992“)[4]
- 2015: Berlin-Köpenick, Galerie Grünstraße[5]

### Ausstellungsbeteiligungen
- 1965: Berlin, Deutsche Akademie der Künste („Junge Künstler. Gebrauchsgraphik“)
- 1967: Berlin, Museum für Deutsche Geschichte („2. Plakatausstellung der DDR“)
- 1967 bis 1983: Dresden, Albertinum, VI. Deutsche Kunstausstellung bis IX. Kunstausstellung der DDR
- 1970: Berlin, Altes Museum („Im Geiste Lenins“)
- 1976 bis 1986: Berlin, vier Bezirkskunstausstellungen
- 1978: Leipzig, Galerie am Sachsenplatz („Collagen, Montagen, Frottagen von Künstlern der DDR“)
- 1978: Berlin-Köpenick, Kleine Kulturbundgalerie, Klubhaus zu den Sieben Raben (150. Ausstellung)[6]

### Postume Ausstellungsbeteiligung
- 1993: Berlin, Villa Oppenheim (Arbeiten aus dem Schaffen von Künstlern aus dem Bezirk Köpenick)[7]